# Forville
Forville is een plaats en deelgemeente van de Belgische gemeente Fernelmont in de provincie Namen. Tot 1 januari 1977 was het een zelfstandige gemeente. Forville was vroeger een kruispunt van twee buurtspoorweglijnen, Namen - Meeffe en Andenne - Éghezée met een station en stelplaats.

## Bezienswaardigheden
- De Sint-Lambertuskerk (Église Saint-Lambert) is een classicistisch kerkgebouw van 1793 waarin zich 18e-eeuwse altaren en grafstenen van 1382 en 1893 bevinden.

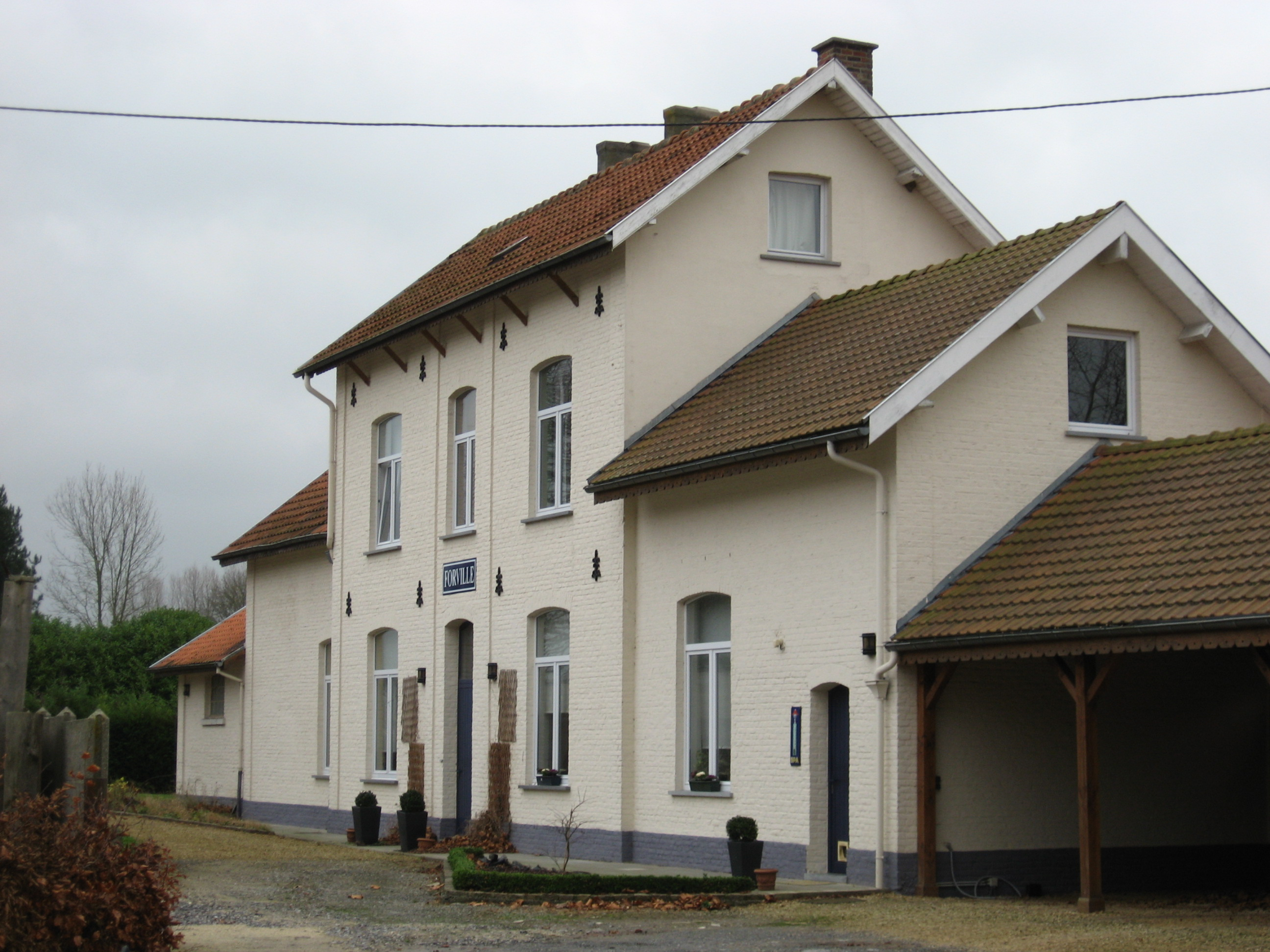
Oud buurtspoorwegstation nu in gebruik als woonhuis.

## Natuur en landschap
De hoogte aan de kerk bedraagt 173 meter.

## Demografische ontwikkeling
- Bronnen:NIS, Opm:1831 tot en met 1970=volkstellingen, 1976= inwoneraantal op 31 december

## Nabijgelegen kernen
Seron, Bierwart, Noville-les-Bois, Hambraine